# Robinson Armament XCR
Das Robinson Armament Co. XCR ist ein Sturmgewehr, das für eine Ausschreibung des United States Special Operations Command (SOCOM) entwickelt wurde und mit einfachen Mitteln durch Teiletausch verschiedene Kaliber verschießen kann. Die Ausschreibung wurde vom FN SCAR gewonnen, das XCR schied aus, da die Firma die dazugehörigen Manöverpatronengeräte zu spät einreichte. Robinson Armament entwickelte daraufhin die Waffe weiter, um sie anderen Kunden wie Militär, Polizei und Privatleuten anzubieten. Erste Auslieferungen begannen Mitte 2006.

## Technik

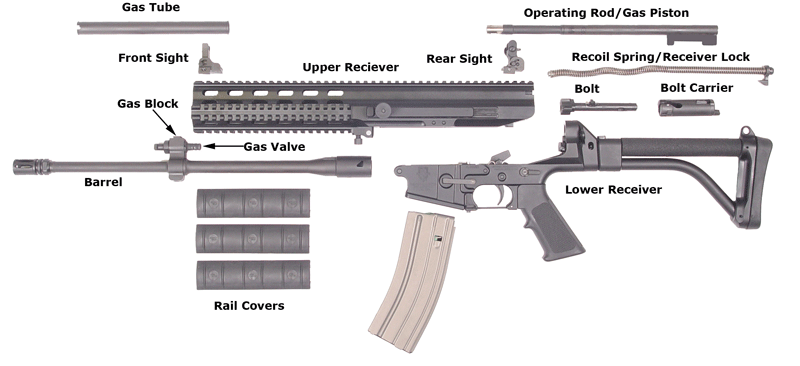
Zerlegte XCR

Die Waffe besitzt ein Gehäuse aus Aluminium mit Keymod- oder MLok-Aufnahmen oder vier Picatinny-Schienen (oben, links, rechts, unten) zur Montage von Zubehör.
Die Schienen können durch Plastikverkleidungen abgedeckt werden, um den Bedienkomfort zu erhöhen. Auf der oberen Schiene ist ein offenes Visier integriert. Die Ausführungen im Kaliber 5,56 × 45 mm NATO verwenden STANAG-Magazine.
Das XCR ist ein Gasdrucklader mit langem Hub. Der Gaskolben ist mit dem Verschlussträger verbunden, die Rückholfeder läuft im hohlen Verschlussträger. Gaskolben und Verschlussträger werden formschlüssig im Verschlussgehäuse zusammengehalten und geführt. Der Verschlusskopf ist eine patentierte Eigenentwicklung. Das Gewehr hat eine klappbare Schulterstütze. Das Funktionsprinzip der Kalaschnikow wurde hier in ein AR-15-Gehäuse übertragen.
Es werden folgende Lauflängen angeboten:

XCR-L:
- 9" (228 mm) Personal Defence Weapon
- 12" (304 mm) Close Quarters Battle
- 16" (406 mm) Standard
- 18" (457 mm) HBAR (Heavy-Barreled Automatic Rifle) / SPR (Special Purpose Rifle)

XCR-M Mini:
- 13" (330 mm)
- 14,7" (373 mm)
- 16" (406 mm)

XCR-M Standard:
- 16" (406 mm)
- 18,6" (472 mm)
- 20" (508 mm)

Alle Angaben in der Infobox beziehen sich auf die Standardversion, je nach Kaliber.
Die in anderen Ländern verfügbaren Lauflängen können, je nach Gesetzeslage, abweichen.
Robinson Armament erweitert die Palette an Lauflängen ständig. Mittlerweile sind auch Competition-Versionen verfügbar.